# Edwin Noël
Edwin Noël, né le 11 juillet 1944 et mort le 27 juin 2004 à Munich, est un acteur de cinéma et de télévision allemand.

## Biographie
Edwin Noël-Baumeister a fréquenté l'école d'art dramatique Nachbauer de Munich et a fait ses débuts en 1965 au Volkstheater de Munich. Par la suite, il a travaillé en tant qu'artiste indépendant à Hambourg et à Berlin, mais il n'a eu que quelques rôles. 
Il a fait ses débuts en tant qu'acteur de cinéma en 1966 dans l'adaptation littéraire de Maigret, Maigret fait mouche d'Alfred Weidenmann. Il a notamment mis en scène des pièces au Landestheater de Salzbourg (1977 et 1984) et au Schillertheater de Berlin (1985). En 1979, il a dirigé la première mondiale de Da nahm der Himmel auch die Frau de Klaus Pohl au Münchner Kammerspiele.
Ses filles Muriel Baumeister et Peri Baumeister sont également actrices. Il a également un fils, né en 1994. Il n'est apparu avec sa fille Muriel devant la caméra qu'une seule fois, en 1999, dans la série Einsatz Hamburg Süd, où elle jouait un inspecteur tandis qu'il incarnait le suspect d'un crime urgent.
Edwin Noël se suicide dans son appartement de Munich le 27 juin 2004, à l'âge de 59 ans.

## Filmographie partielle

### Films
- 1966 : Maigret fait mouche de Alfred Weidenmann : Jean

### Séries télévisées
- 1974 : Tatort (3:0 für Veigl) : Lohse
- 1978 : Le Renard (Vengeance)
- 1979 : Le Renard (Le parasite)
- 1983 : Tatort (Roulette mit 6 Kugeln) : Felix Steinemann
- 1983 : Derrick : L'intrus : Walter Lenau
- 1984 : Derrick : Jeu de mort : Mr Muschmann
- 1984 : Derrick : La vie secrète de Richter : Manfred Richter
- 1986 : Derrick : Le rôle de sa vie : Helmut Bossner
- 1988 : Un cas pour deux (Caesars Beute)
- 1988 : Derrick : Pas de risque : Rust
- 1989 : Tatort (Herzversagen) : Wolfgang Stein
- 1991 : Tatort (Animals) : Peter Turm
- 1991 : Derrick : Renata : Alfred Steiner
- 1991 : Derrick : Le virus de l'argent : Kurt Kubian
- 1994 : Derrick : Aversion mortelle : Erich Buschler
- 1994 : Derrick : Le naufrage : Borchert
- 1995 : Derrick : Une histoire d'amour : Arno Braun
- 1995 : Derrick : Fantasmes : Kergel
- 1998 : Zugriff : Dr. Oberländer
- 1999 : Der Bulle von Tölz (Tod am Hahnenkamm) : Heinrich Röber
- 2002 : Polizeiruf 110 (Silikon Walli) : Le commissaire de police